# Kasu Brahmananda Reddy

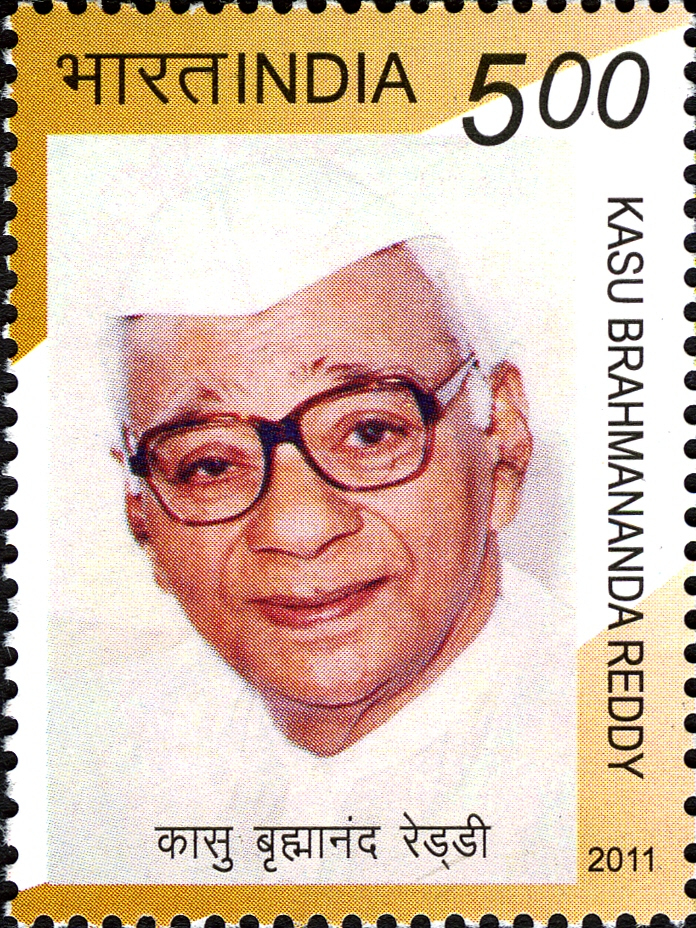
Kasu Brahmananda Reddy (Briefmarke der Indischen Post 2011)

Kasu Brahmananda Reddy (Reddi) (Marathi: कासू ब्रह्मानंद रेड्डी, Santali: ᱠᱟᱥᱩ ᱵᱽᱨᱚᱦᱢᱟᱱᱚᱱᱫᱚ ᱨᱮᱰᱰᱤ, Tamil: காசு பிரம்மானந்த ரெட்டி, Telugu: కాసు బ్రహ్మానందరెడ్డి; * 28. Juli 1909 in Chirumamilla, Distrikt Guntur, Präsidentschaft Madras, Britisch-Indien, heute: Andhra Pradesh; † 20. Mai 1994 in Hyderabad) war ein indischer Politiker des Indischen Nationalkongresses (INC), der von 1964 bis 1971 Chief Minister von Andhra Pradesh und zwischen 1974 und 1977 Mitglied der Rajya Sabha, des Oberhauses des Parlaments (Bhāratīya Sansad). Im Kabinett Indira Gandhi II war er 1974 erst Kommunikationsminister, danach zwischen 1974 und 1977 Innenminister sowie zuletzt 1977 Minister für Landwirtschaft und Bewässerung. Er gehörte ferner von 1977 bis 1984 als Mitglied der Lok Sabha an, des Unterhauses des Parlaments, und war 1979 im Kabinett Charan Singh Industrieminister. Zuletzt bekleidete er zwischen 1988 und 1989 das Amt als Gouverneur von Maharashtra.

## Leben

### Studien, Abgeordneter und Chief Minister von Andhra Pradesh
Kasu Brahmananda Reddy, Sohn von Kasu Vankata Krishna Reddi, absolvierte zunächst ein grundständiges Studium, welches er mit einem Bachelor of Arts (B.A.) beendete. Ein Studium der Rechtswissenschaften schloss er mit einem Bachelor of Laws (B.L.) ab. Nach der Unabhängigkeit Indiens vom Vereinigten Königreich wurde er für den Indischen Nationalkongress (INC) 1947 Mitglied der Legislativversammlung von Madras und gehörte dieser zunächst bis 1952 sowie erneut von 1955 bis 1956 an. Im Anschluss wurde er 1956 Mitglied der Legislativversammlung (Vidhan Sabha) des Bundesstaates Andhra Pradesh und gehörte dieser bis 1971 an. In den Kabinetten der Chief Minister Neelam Sanjiva Reddy (1956 bis 1960, 1962 bis 1964) sowie Damodaram Sanjivayya (1960 bis 1962) war er Minister der Regierung dieses Bundesstaates.
Als Nachfolger von Neelam Sanjiva Reddy übernahm er schließlich am 29. Februar 1964 selbst das Amt als Chief Minister von Andhra Pradesh. Zwischen 1969 und 1971 prägte die Telangana-Bewegung die Politik Andhra Pradeshs. Der amtierende Chief Minister von Andhra Pradesh, Kasu Brahmananda Reddy, der eine wesentliche Zielscheibe der Telangana Praja Samithi (TPS)-Agitation gewesen war, trat am 29. September 1971 zurück und P. V. Narasimha Rao, Kongress-Abgeordneter aus Telangana, wurde neuer Chief Minister. Es kam zu Verhandlungen zwischen der Kongress-Führung und der TPS-Führung, mit der Folge, dass sich die Telangana Praja Samithi am 18. September 1971 per Beschluss der Parteiversammlung als Partei auflöste und der Kongresspartei anschloss. Als Gegenreaktion kam es 1972 zu Demonstrationen der Bewegung „Jai Andhra“ (hindi „Sieg Andhra“, in Anspielung auf den landesweit üblichen Ausruf „Jai Hind“). Sie richtete sich gegen die Benachteiligung von Bewohnern der Küstenregion bei der Vergabe von Beamtenstellen auf der Grundlage einer damals noch immer gültigen Regelung des Nizams von Hyderabad. Die Unruhen legten sich erst im Dezember 1973 nach der Ernennung eines neuen Chefministers, Jalagam Vengala Rao.

### Unionsminister, Mitglied von Rajya Sabha und Lok Sabha sowie Gouverneur von Maharashtra
Nach dem Ende seiner Amtszeit als Chief Minister wechselte Reddy in die nationale Politik und war zunächst als Nachfolger von Mahavir Tyagi zwischen 1972 und 1973 Vorsitzender der Finanzkommission, der sogenannten „Sixth Finance Commission“. Danach wurde er von Premierministerin Indira Gandhi in ihr zweites Kabinett berufen, in dem er zunächst als Nachfolger von Raj Bahadur zwischen dem 11. Januar und dem 10. Oktober 1974 Kommunikationsminister war. Im Rahmen einer Kabinettsumbildung löste er am 10. Oktober 1974 Uma Shankar Dikshit als Innenminister ab und bekleidete dieses Ministeramt bis zum Ende von Gandhis Amtszeit am 24. März 1977. Zugleich war er zuletzt zwischen dem 2. Februar und dem 24. März 1977 auch noch Minister für Landwirtschaft und Bewässerung. Während dieser Zeit wurde er als Vertreter des Bundesstaates Andhra Pradesh am 3. April 1974 Mitglied der Rajya Sabha, des Oberhauses des Parlaments (Bhāratīya Sansad), und gehörte dieser bis zum 20. März 1977 an.
Bei der Parlamentswahl vom 16. bis 20. März 1977 wurde er als Präsident des INC zum Mitglied der Lok Sabha gewählt, des Unterhauses des Parlaments, und gehörte dieser nach seiner Wiederwahl bei der Parlamentswahl am 3. und 6. Januar 1980 in der sechsten und siebten Legislaturperiode bis zum 24. Dezember 1984 an. Nach der verheerenden Wahlniederlage der Kongresspartei 1977 bekamen die Gegner Indira Gandhis, die sie für die Niederlage verantwortlich machten, innerhalb der Kongresspartei Auftrieb. Führende Kongresspolitiker wie Y. B. Chavan, Vasantdada Patil, Sardar Swaran Singh und auch Kasu Brahmananda Reddy als Kongresspräsident wandten sich gegen sie.  Auf dem Parteitag der Kongresspartei am 1./2. Januar 1978 in Neu-Delhi kam es zum Streit zwischen dem bisherigen Parteipräsidenten Kasu Brahmananda Reddy und der neu gewählten Parteipräsidentin Indira Gandhi. Reddy beanspruchte mit seinen Anhängern weiterhin die Führung der Kongresspartei. Noch am 1. Januar 1978 wurde Indira Gandhi aus der Kongresspartei ausgeschlossen. Wenig später wurde Reddy durch den Chief Minister von Karnataka Devaraj Urs abgelöst, der diesen Anspruch weiter aufrechterhielt. Auch in der Folgezeit ging aufgrund parteiinterner Konflikte die Spaltung des INC weiter: Der Indian National Congress (Urs) wurde von Urs als Abspaltung von Indira Gandhis Kongresspartei 1978/79 gegründet.
Reddy selbst schloss sich einem weiteren Flügel an, dem Indian National Congress (Socialist) (INC (S)). Für diese wurde er am 30. Juli 1979 als Industrieminister in das Kabinett Charan Singh berufen, dem er bis zum 27. November 1979 angehörte. Nach seinem Ausscheiden aus der Lok Sabha am 24. Dezember 1984 wurde Reddy zuletzt als Nachfolger von Chittatosh Mookerjee am 20. Februar 1988 Gouverneur von Maharashtra und bekleidete dieses Amt bis zum 15. Februar 1989, woraufhin C. Subramaniam ihn ablöste.
Kasu Brahmananda Reddy war mit Kasu Raghavamma verheiratet. Ihm zu Ehren wurde der 1994 eröffnete Kasu Brahmananda Reddy-Nationalpark in Telengana benannt.

## Veröffentlichungen
- A review of the current year’s plan and tentative proposals for the annual plan 1966-67, Government of Andhra Pradesh, Hyderabad 1965